# 옥천북초등학교
옥천북초등학교는 대한민국 전라남도 해남군 옥천면 신죽리에 있었던 초등학교이다.

## 연혁
- 1946년 4월 1일 옥천북공립국민학교 개교
- 1983년 3월 1일 병설유치원 개원
- 1992년 3월 1일 신평분교장 통합
- 1996년 3월 1일 옥천북초등학교로 개칭
- 1999년 3월 1일 폐교